# Marja Samsom
Marja Samsom (Alphen aan den Rijn, 21 september 1949) is een Nederlandse internationale kunstenaar. Haar expertise ligt bij conceptuele kunst, mediakunst en performance kunst. Sinds de jaren 80 woont en werkt ze in New York. 

## Leven en werk

### Amsterdam
Samsom volgt haar opleiding aan de Gerrit Rietveld Academie te Amsterdam en maakt sinds 1970 Super8 films, polaroids, stills en performances. Tijdens deze beginjaren treedt Samsom veel op, onder andere in De Appel te Amsterdam. Daarnaast werd zij al snel zowel nationaal als internationaal uitgenodigd voor performances en werd haar werk tentoongesteld. Dit gebeurde onder andere in het Centraal Museum, het Franklin Furnace Archive en in verschillende galeries, zoals Galerie Riekje Swart in Amsterdam.
Samsom maakt in haar werk veelvuldig gebruik van humor en identiteit, en speelt met concepten zoals de huisvrouw en de pin-up. Voorbeelden van dit spelen met identiteit zijn haar 'long term performances'. In deze performances neemt Samsom voor langere tijd een rol op zich. In haar carrière heeft ze zichzelf verschillende rollen toegekend. De bekendsten zijn Miss Behave en Miss Kerr, maar ook Madame Hulot en vacances en Marja van Marken komen voorbij in haar oeuvre. Deze personages komen tot op de dag van vandaag nog regelmatig terug in het werk van de kunstenaar; zo heeft Samsom in 2016 nog een performance en tentoonstelling als Miss Behave neergezet.

#### Sardine Strip
Een van Samsoms bekendste performances is Sardine Strip, uitgevoerd in galerie De Appel in 1976. In deze performance kleedt Samsom zichzelf uit, terwijl ze 'als een sardientje' in aluminiumfolie gewikkeld is. Het is een satirische, sensuele reactie op Ger van Elk's Discovery of the Sardines. Deze en andere performances van Samsom worden over het algemeen als sensueel en feministisch gezien. Toch heeft Samsom zich nooit expliciet met het feminisme geassocieerd. Samsom geeft in haar werk vaak geen uitleg, maar laat het publiek de werken zelf interpreteren.

### New York
In 1980 verhuist Marja Samsom naar New York om daar een nieuw leven te beginnen. Hier ontmoet zij haar echtgenoot Akiro Tasaka. Zij blijft optreden en exposeren in verschillende galeries, en richt in 1990 The Kitchen Club op. Wat begon als een underground salon werd een succesvol restaurant met uitgebreide lokale en internationale klantenkring, zoals Lou Reed, Laurie Anderson, Malcolm McLaren en Catherine Deneuve. The Kitchen Club werd uiteindelijk gesloten op 31 december 2010, op het 20-jarig jubileum van het restaurant. Samsom kon zich daardoor weer meer focussen op het maken van performance kunst.
Na The Kitchen Club werkte Samsom als 'artist in residence' bij kunstinstituut The Clocktower in New York. Hier heeft zij onder andere de storytelling performance en installatie Shrine ontwikkeld en verschillende radioshows vormgegeven. Deze shows werden onder andere uitgezonden op The Clocktower's 'ARTonAIR'. Samsom heeft hier haar alias the Dumpling Diva ontwikkeld.
In 2015 geeft Samsom in eigen beheer het boekje Diary of a Forgotten Actress 1972-79 uit. Het boekje is gecureerd door fotografes Inez van Lamsweerde en Vinoodh Matadin en bevat verschillende foto's en beelden van haar werk door de jaren heen.

#### Heden
Samsom vervolgt haar praktijk als beeldend kunstenaar in New York. Ze creëert grote papier maché objecten die zij leven inblaast tijdens performances, zoals in de recente performance Miss Taken Identities bij Participant Inc. NYC. Naast dat deze objecten onderdeel uitmaken van de performance, zijn het ook op zichzelf staande kunstobjecten. Zo combineert Samsom verschillende kunstdisciplines.
In opvolging van het boekje Diary of a Forgotten Actress geeft Samsom in 2021 een nieuw boek uit: Miss Taken Identities. In dit boek komen het werk van de kunstenaar, briefwisselingen met naasten en allerlei andere toevoegingen en overzicht van haar carrière samen.

## Collecties
Het werk van Marja Samsom bevindt zich in verschillende collecties over de hele wereld, waaronder:
- De Rijksdienst voor het Cultureel Erfgoed: vroege objecten en videowerk afkomstig uit de late jaren '70.
- LIMA: videowerken (zie Mediakunst.net)
- Er zijn archiefstukken te zien in o.a. De Appel en kunstproject Dutch Treat.

- RKD-Nederlands Instituut voor Kunstgeschiedenis: 87356
- Union List of Artist Names: 500391853